# Иосиф (Римский-Корсаков)
Митрополит Иосиф (в миру Иван Максимович Римский-Корсаков; ум. 22 июня 1717, Серпухов) — епископ Русской православной церкви, митрополит Псковский и Изборский.
С 1694 по 1699 год — архимандрит Высокопетровского монастыря в Москве.
18 сентября 1698 года хиротонисан патриархом Адрианом во епископа Псковского с возведением в сан митрополита.
При митрополите Иосифе в 1699 году завершено строительство и освящён в Пскове Троицкий собор.
В 1700 году, после объявления войны со шведами, митрополит Иосиф благословил псковские стрелецкие полки на поход под Нарву против неприятеля.
В январе 1717 года удалился на покой во Владычный монастырь в Серпухове, где скончался 22 июня того же года и где был погребён.